# Odenssvaletjärnen
Odenssvaletjärnen är en sjö i Partille kommun i Västergötland och ingår i Göta älvs huvudavrinningsområde. Sjöns area är 0,016 kvadratkilometer och den befinner sig 115 meter över havet.